# Квітка пустелі (фільм)
«Квітка пустелі» (англ. Desert Flower) — німецький автобіографічний кінофільм, знятий за однойменною книгою. 
Історія Варіс Дірі — простої дівчинки-кочівниці із Сомалі. У 13 років вона втекла з сім'ї, дісталася до Могадішо, а потім опинилася в Лондоні. Через кілька років їй вдалося стати однією з найпопулярніших моделей світу. Вона стала першою жінкою, яка публічно засудила практику жіночого обрізання, була призначена спеціальним послом ООН і створила Фонд по боротьбі з FGM[джерело?].

## Сюжет
Варіс народилася в Сомалі — одній з найбільш бідних і неблагополучних країн Африки[джерело?]. До 13 років вона жила в родині кочівників, які займалися скотарством. Вони подорожували пустелею в пошуках корму для худоби, жили в аккалах — розбірних хатинах, які сомалійці перевозять на верблюдах. Батьки хотіли видати її заміж за 60-річного чоловіка і зробити її почесною четвертою дружиною, але дівчина вирішила порушити сімейні традиції і втекти до бабусі в місто Могадішо (столицю Сомалі). Заради цього вона пішки перетнула пустелю і дивом залишилася в живих.
Дбайлива бабуся відправила онуку в Лондон з дядьком-дипломатом як прислугу. Незабаром в Сомалі почалася громадянська війна, посол і його родина залишили Англію. Варіс залишилася в Лондоні нелегально і влаштувалася працювати прибиральницею в McDonalds.
Її помітив відомий фотограф Теренс Донован і «відкриває її світу високої моди».

## У ролях
- Лія Кебеде,
- Саллі Гокінз,
- Крейг Паркінсон[en],
- Мфру Саян,
- Ентоні Макі,
- Джульєт Стівенсон[en]
- Тімоті Сполл,
- Сорая Омар-Скеґамі (англ. Soraya Omar-Scego),
- Тереза Черчер (англ. Teresa Churcher),
- Елізер Маєр (англ. Eliezer Meyer).